# Македонія (Іллінойс)
Македонія (англ. Macedonia) — селище (англ. village) в США, в округах Гамільтон і Франклін штату Іллінойс. Населення — 30 осіб (2020).

## Географія
Македонія розташована за координатами 38°3′15″ пн. ш. 88°42′12″ зх. д. / 38.05417° пн. ш. 88.70333° зх. д. (38.054253, -88.703364).  За даними Бюро перепису населення США в 2010 році селище мало площу 0,70 км², з яких 0,69 км² — суходіл та 0,01 км² — водойми.

## Демографія
Згідно з переписом 2010 року, у селищі мешкали 63 особи в 27 домогосподарствах у складі 18 родин. Густота населення становила 90 осіб/км².  Було 33 помешкання (47/км²).
Расовий склад населення:
| - 100,0 % — білих |

До двох чи більше рас належало 0,0 %. Частка іспаномовних становила 0,0 % від усіх жителів.
За віковим діапазоном населення розподілялося таким чином: 22,2 % — особи молодші 18 років, 58,8 % — особи у віці 18—64 років, 19,0 % — особи у віці 65 років та старші. Медіана віку мешканця становила 42,8 року. На 100 осіб жіночої статі у селищі припадало 117,2 чоловіків;  на 100 жінок у віці від 18 років та старших — 122,7 чоловіків також старших 18 років.
Середній дохід на одне домашнє господарство  становив 37 167 доларів США (медіана — 38 333), а середній дохід на одну сім'ю — 40 037 доларів (медіана — 39 375). 
Цивільне працевлаштоване населення становило 7 осіб. Основні галузі зайнятості: будівництво — 71,4 %, роздрібна торгівля — 28,6 %.